# Palais royal de Bucarest
Le palais royal de Bucarest (en roumain : Palatul Regal) est un édifice imposant situé au centre-ville de Bucarest sur la place de la Révolution. Il abrite aujourd'hui le musée national d'Art de Roumanie.

## Histoire
Le bâtiment original est érigé en 1815 par le chancelier Dincu Golescu pour abriter les bureaux d'État les plus importants. Il sert également de résidence aux hospodars de Valachie.
Par la suite, le bâtiment est agrandi à la demande d'Alexandre Jean Cuza, le premier souverain des principautés unies de Roumanie comprenant la Moldavie et la Valachie.
Carol Ier de Roumanie fait reconstruire le palais entre 1882 et 1885 par l'architecte français Paul Gottereau (1843-1904), qui réalise un bâtiment contemporain dans le style du classicisme français. Le palais est utilisé comme résidence d'hiver par la famille royale.
En 1926, un incendie détruit presque entièrement le bâtiment, où seul subsiste un escalier en marbre. Dans les années 1930, le bâtiment est reconstruit et l'on fait appel à des artistes pour la décoration dont le Français Jean Dupas qui y réalise une fresque, dans le salon de l'Argenterie en 1935. Il est rouvert en 1937.
En 1944, le palais est bombardé par les Allemands, lors de l'arrivée des troupes soviétiques dans Bucarest.
Après l'abdication du roi Michel Ier devant le pouvoir communiste de la toute nouvelle république socialiste de Roumanie, le palais est aménagé en musée d'art, ouvert au public en 1950.
Pendant la révolution roumaine de 1989, le palais est situé sur la ligne de front entre les insurgés et les partisans de Nicolae Ceaușescu. Au cours des combats, il est en partie incendié et une partie des collections d'œuvres d'art est détruite. Rénové et entièrement restauré après 1990, le musée est rouvert au public en l'an 2000.
La dynastie royale roumaine ayant retrouvé une grande popularité et un statut de bienveillance cordiale avec le régime républicain actuel, le palais royal accueille certaines cérémonies liées à la famille royale dont la princesse Margarita est chef depuis la mort du roi Michel.

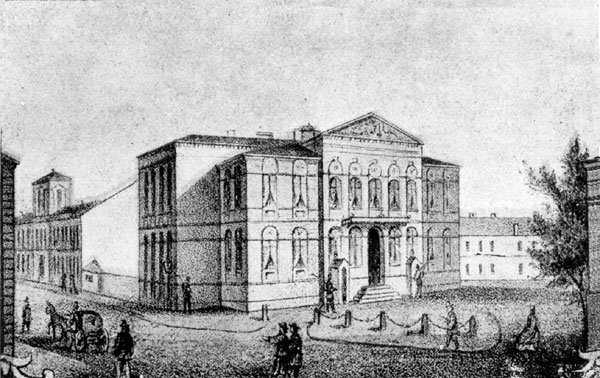
Dessin de 1866.
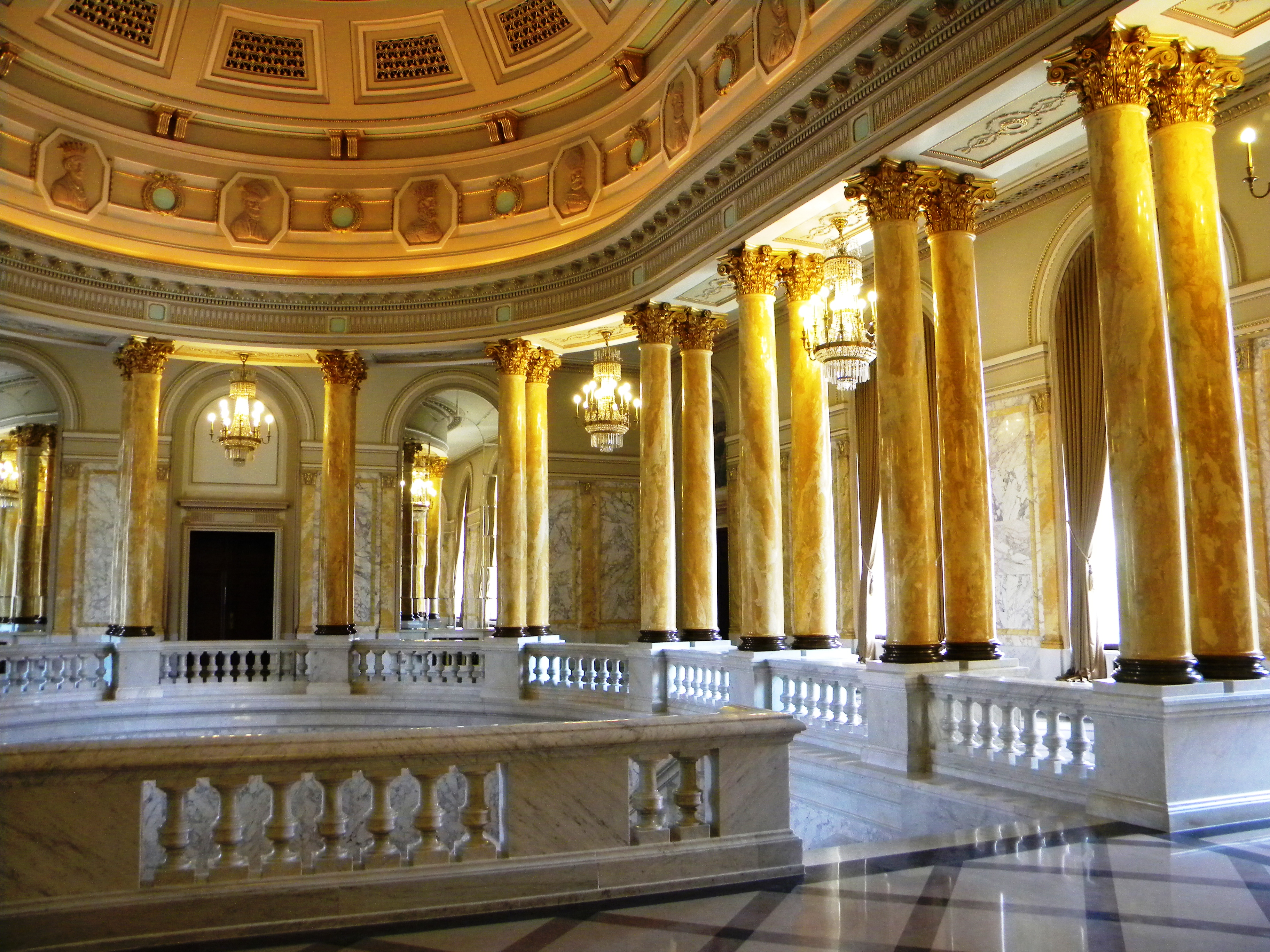
Le grand escalier.
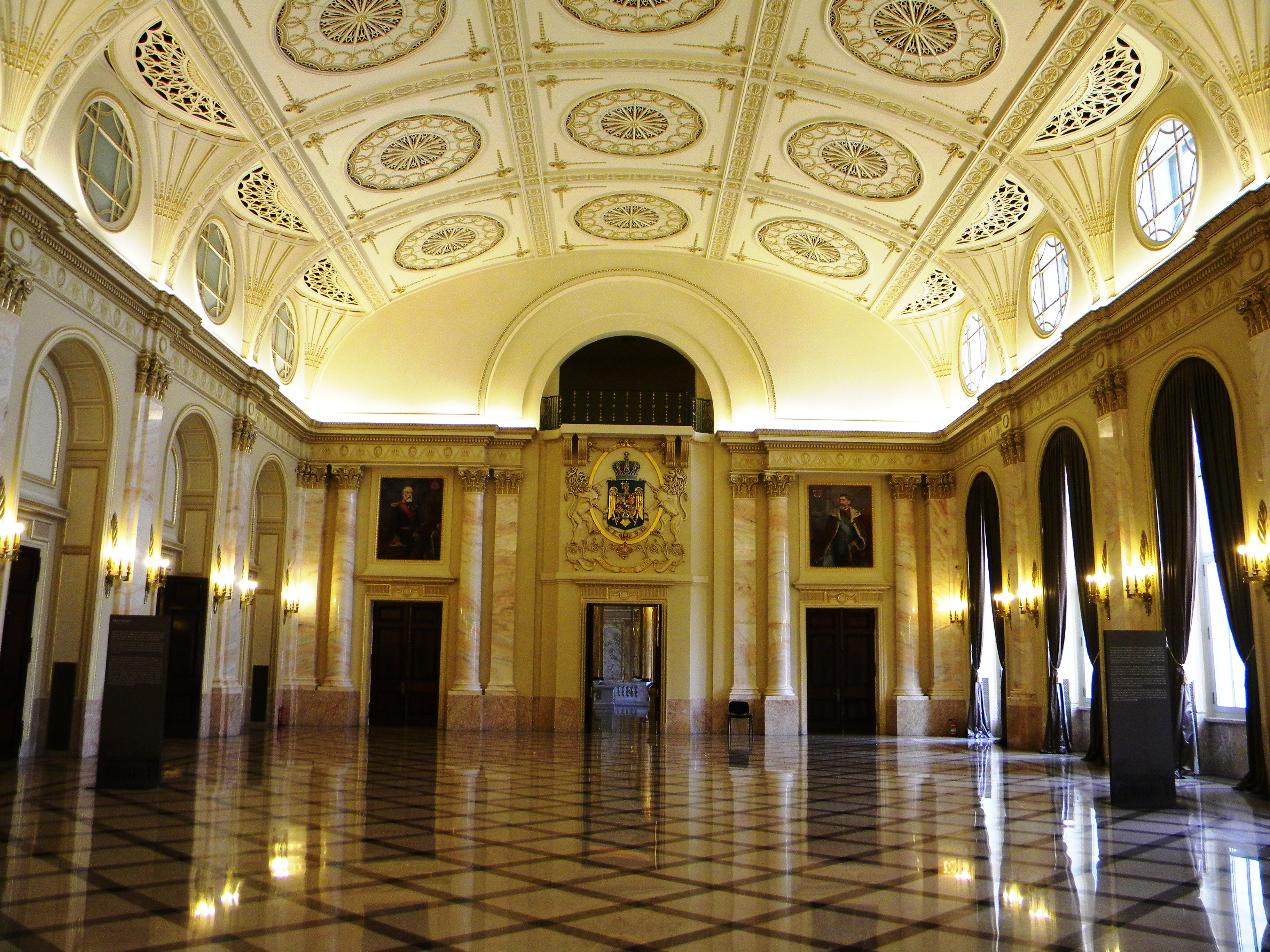
La salle du trône.
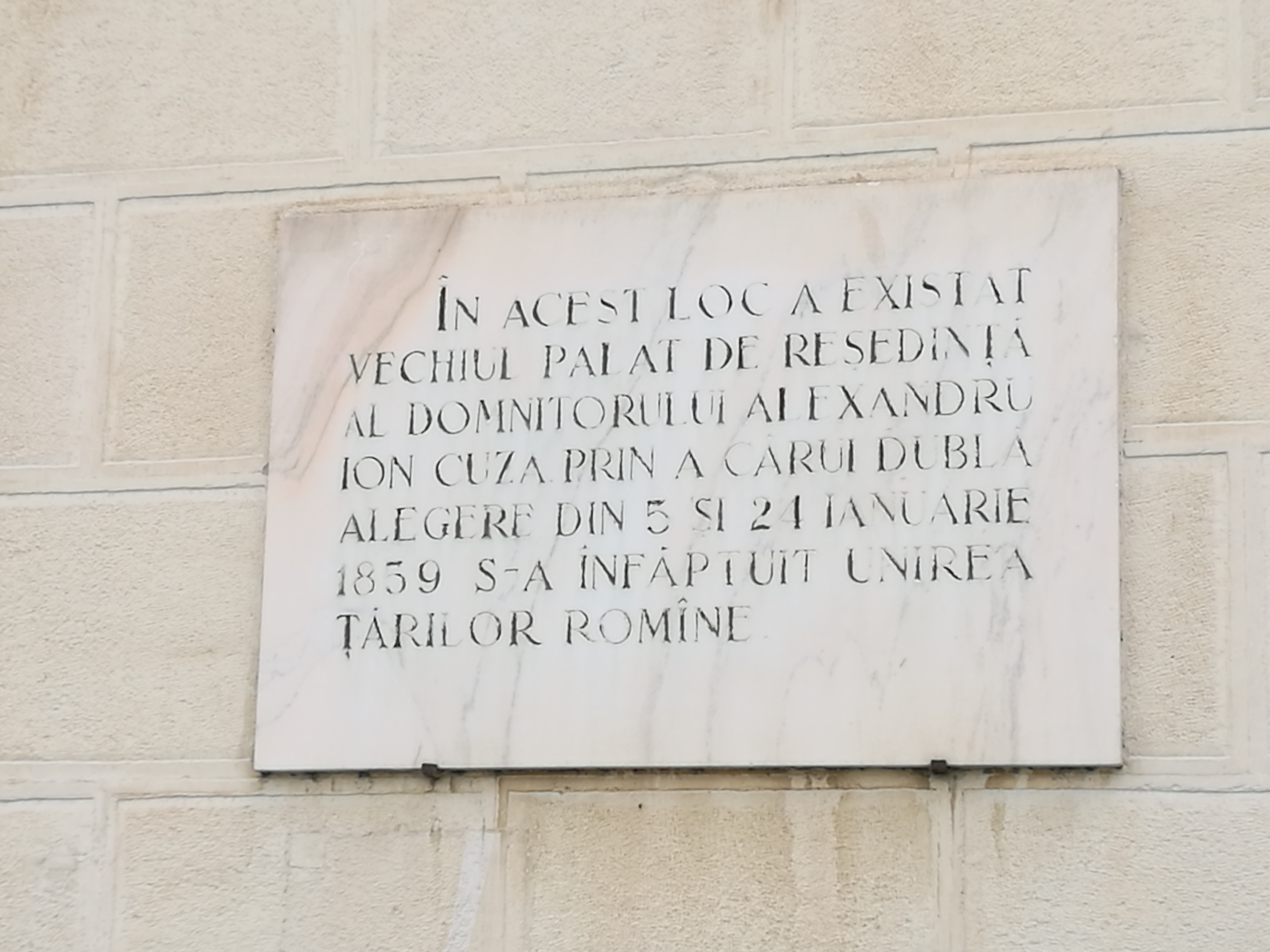
Plaque commémorative dans la cour du palais royal de Bucarest, façade sud. « En ce lieu se dressait le palais du prince souverain Alexandru Ioan Cuza, dont la double élection des 5 et 24 janvier 1859 mena à l'union des principautés roumaines. »
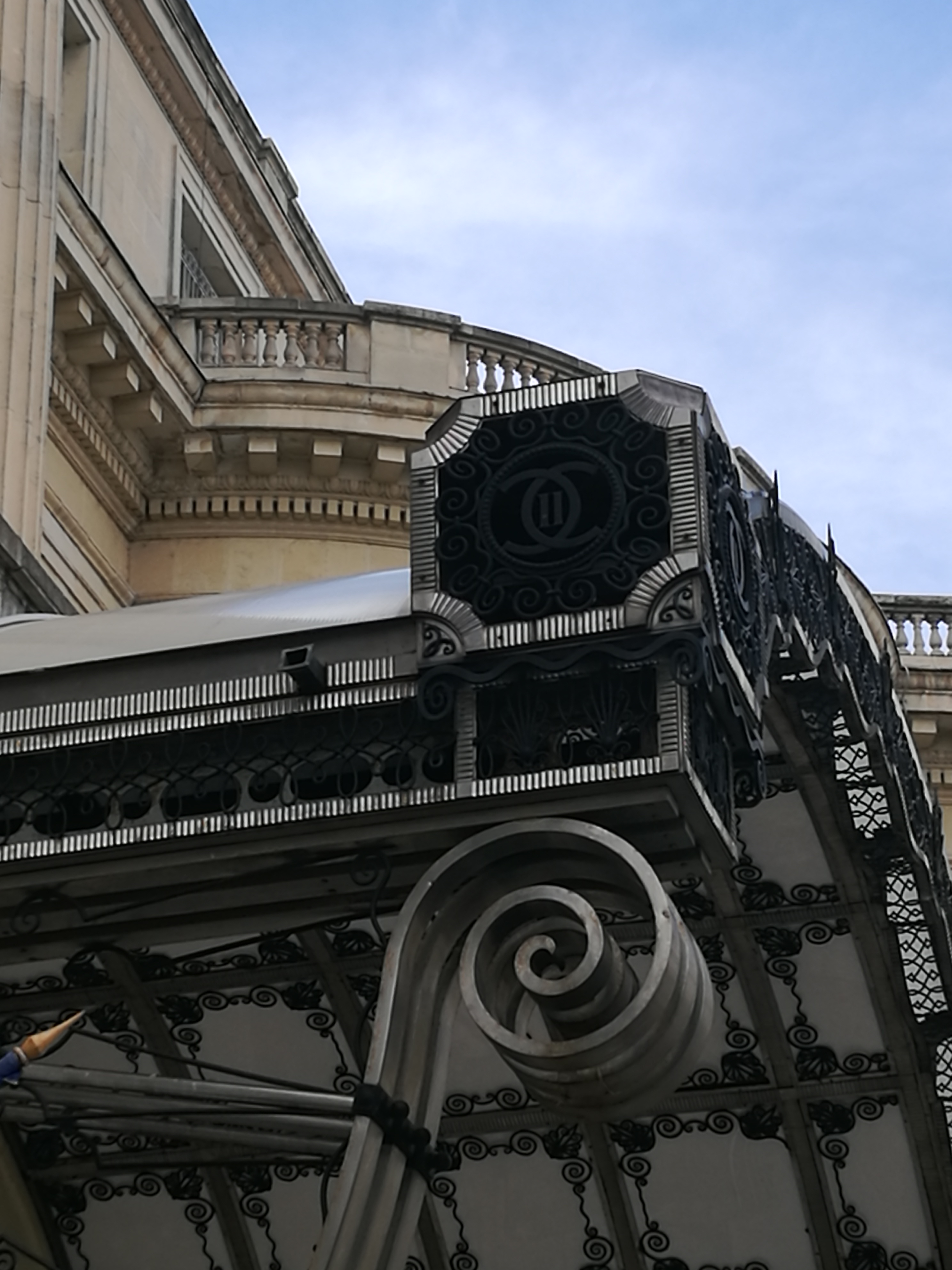
Monogramme royal du roi Carol II de Roumanie (deux C juxtaposés et inversés) décorent les marquises de l'entrée du palais.
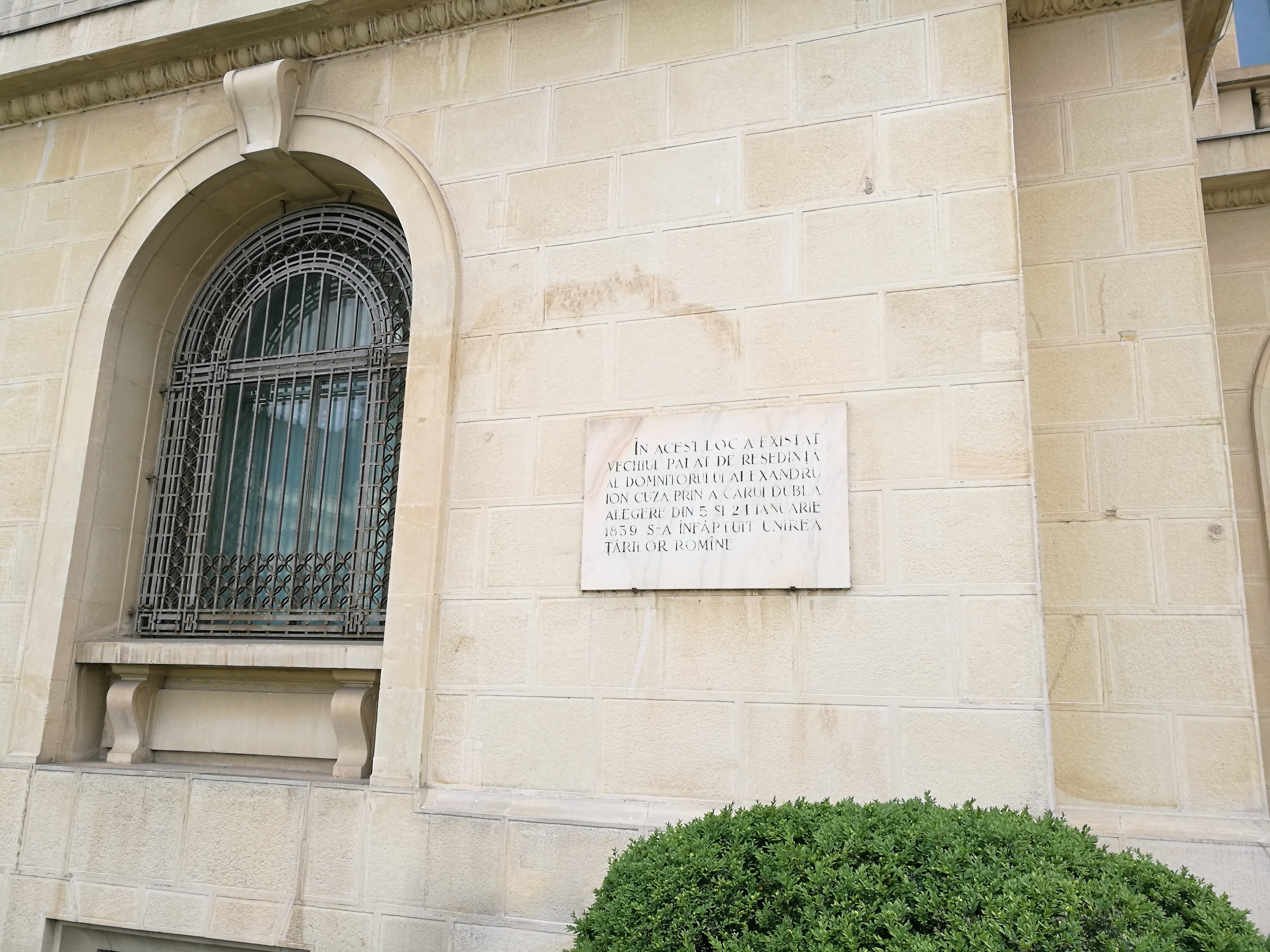
Plaque commémorative
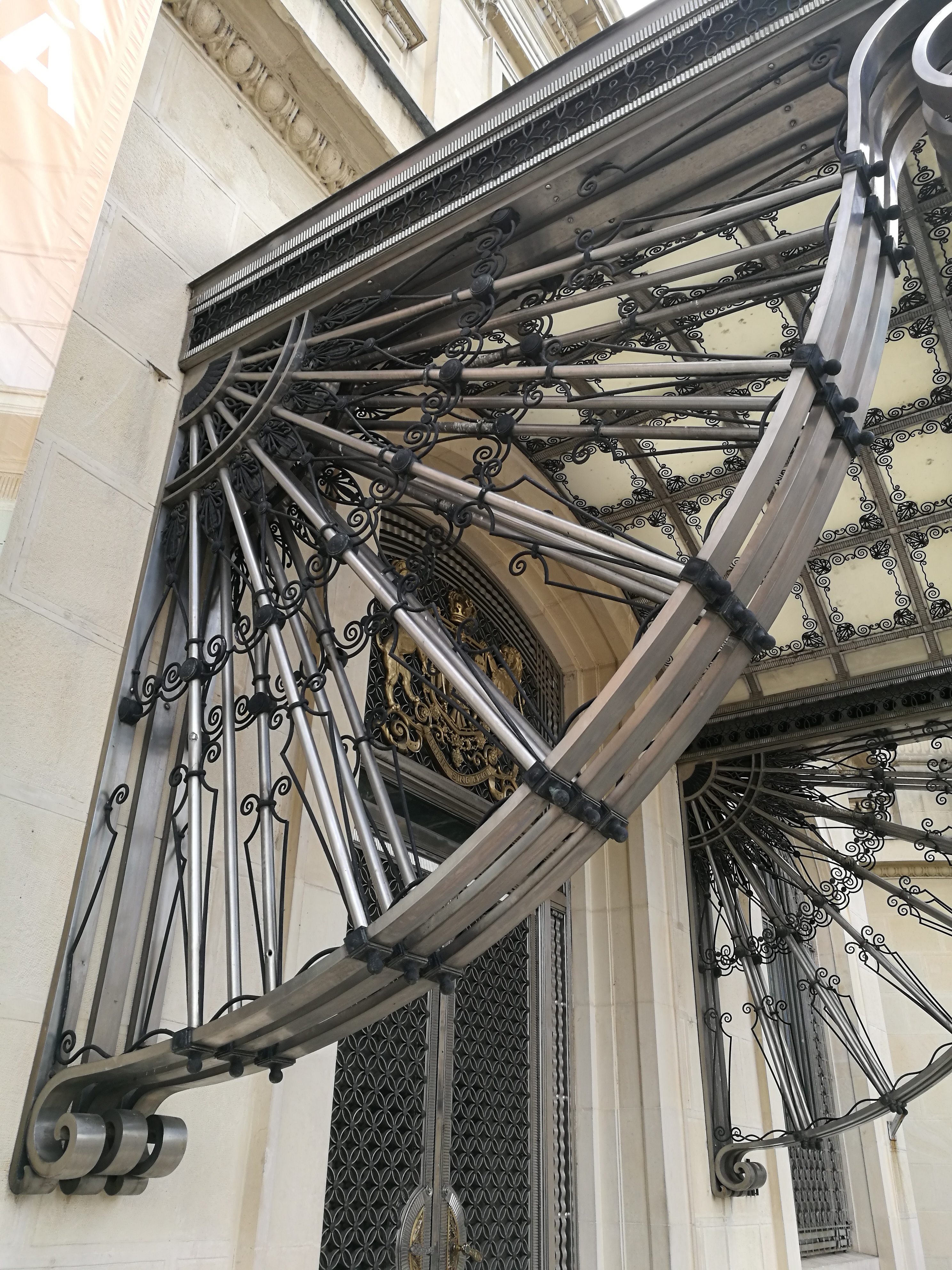
Marquise d'une des entrées du palais.
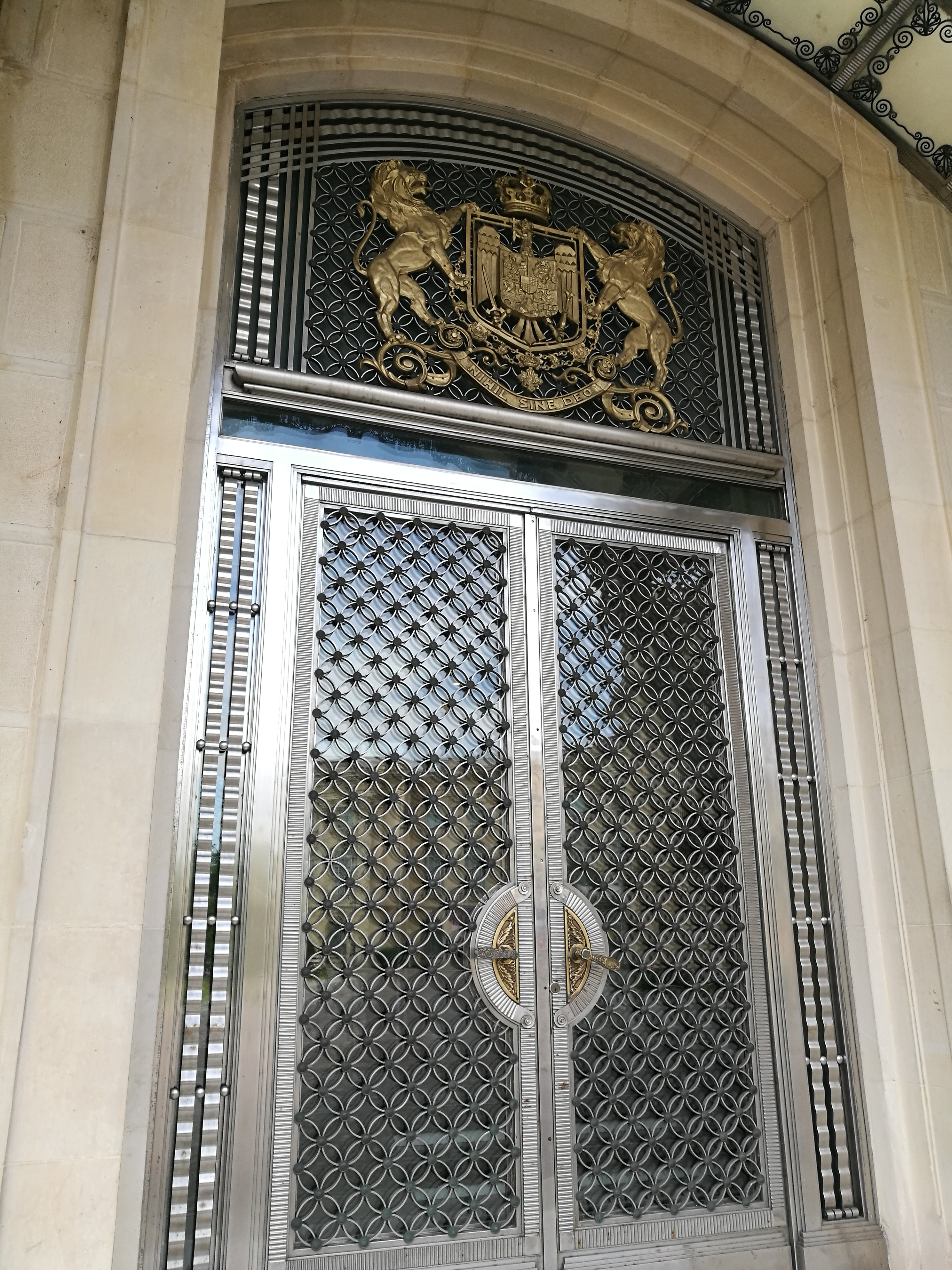
Porte d'entrée du palais.
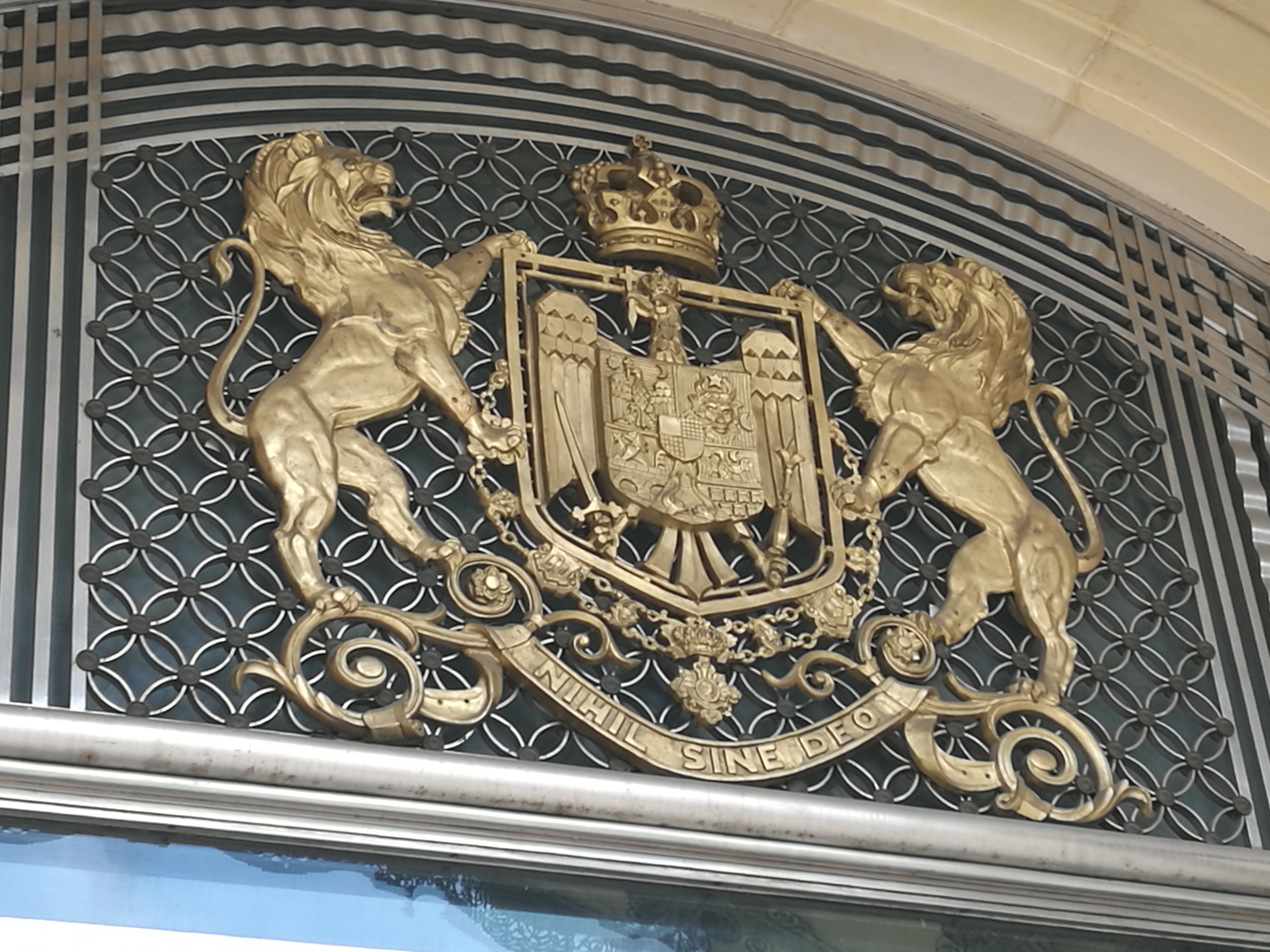
Armes royales roumaines, à l'une des portes du palais.
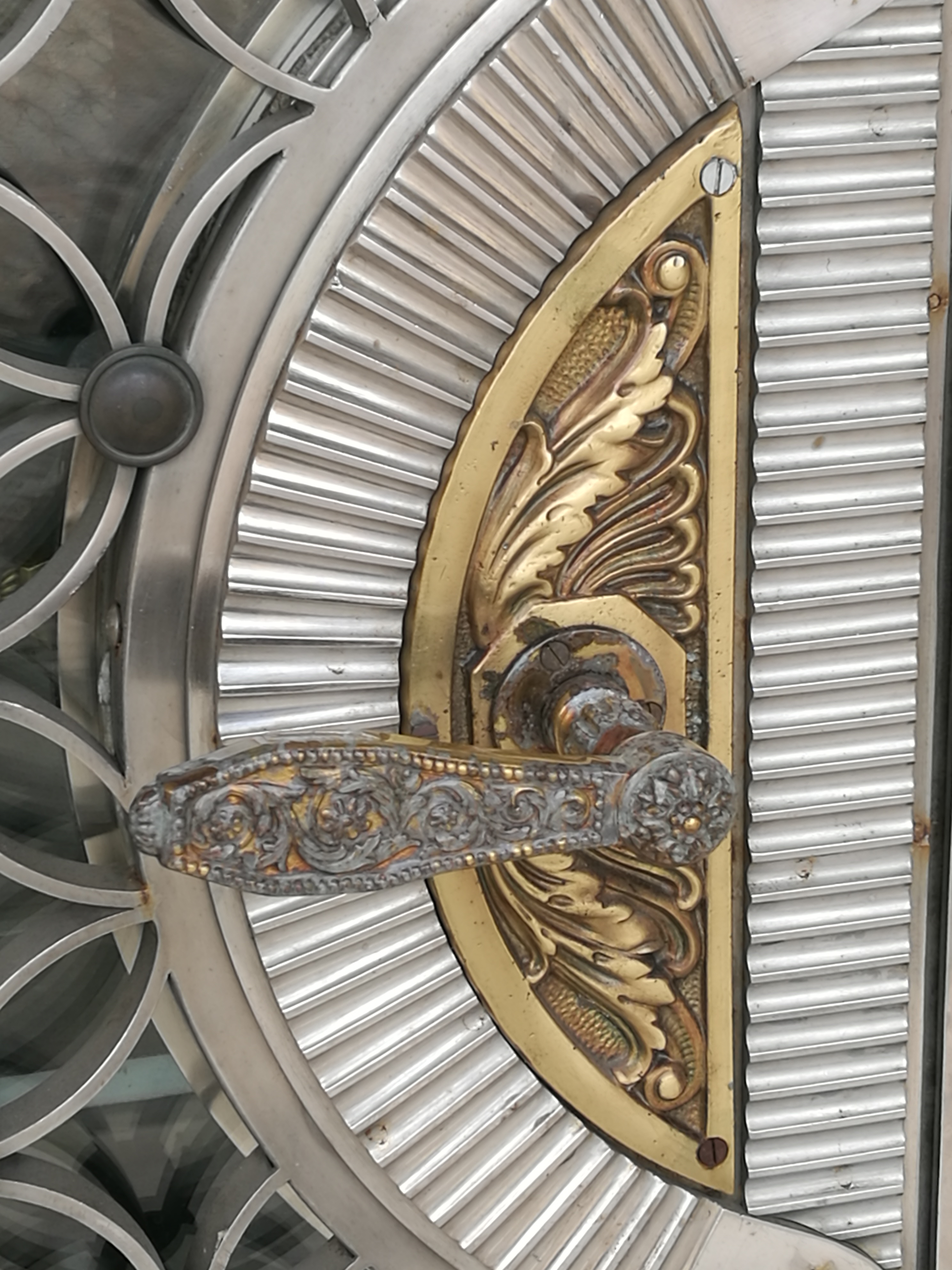
Poignée de porte d'une des entrées du palais.
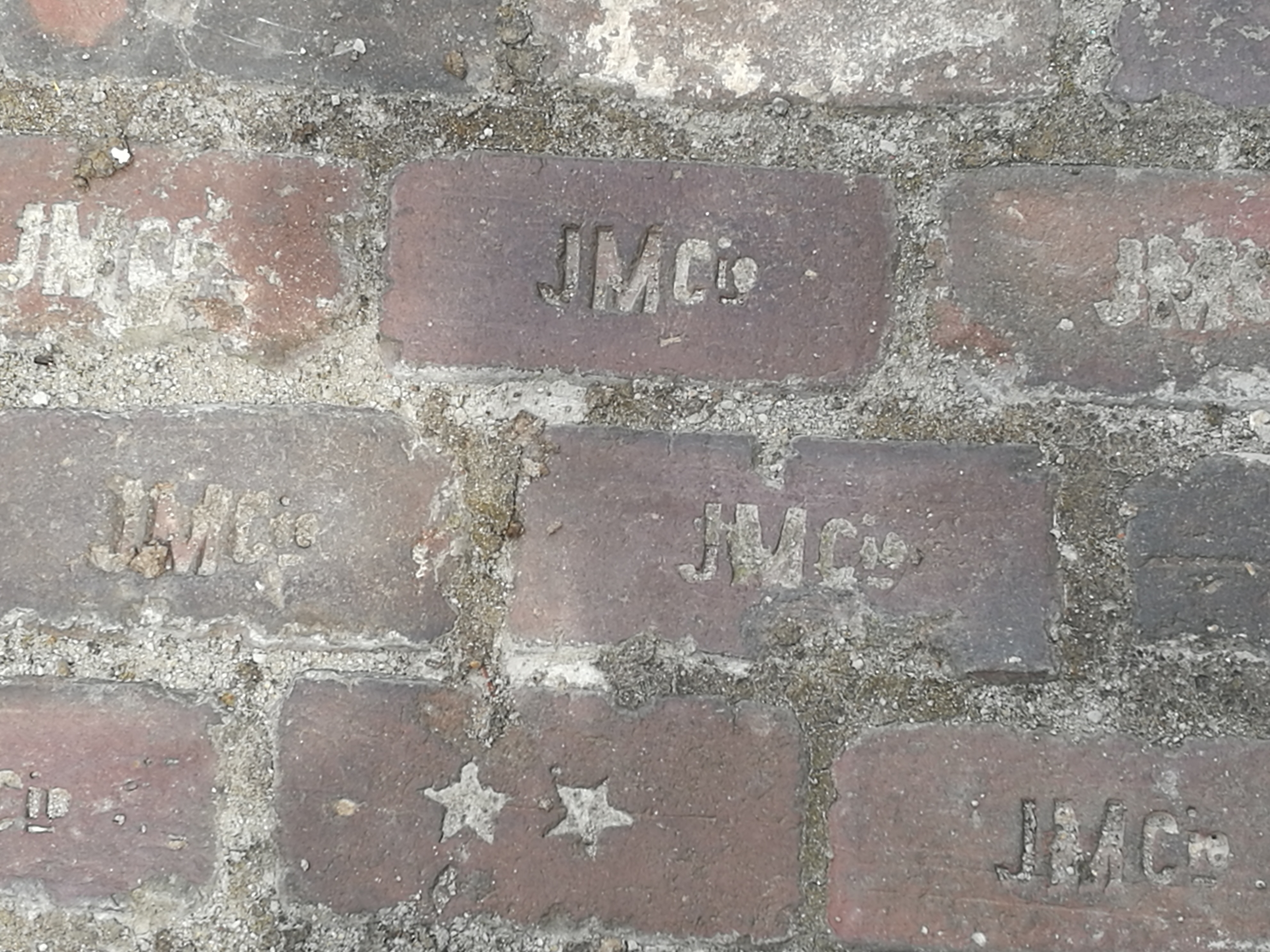
Pavement de la cour du palais.
Façade principale du palais.